# Певезін
Певезін (нім. Päwesin) — громада в Німеччині, розташована в землі Бранденбург. Входить до складу району Потсдам-Міттельмарк. Складова частина об'єднання громад Бецзе.
Площа — 23,56 км2. Населення становить 497 ос. (станом на 31 грудня 2020).